# Pomnik Włodzimierza Lenina w Aszchabadzie
Pomnik Włodzimierza Lenina w Aszchabadzie – pomnik ku czci Włodzimierza Lenina z 1927 roku w Aszchabadzie w Turkmenistanie, jeden z symboli miasta.

## Historia

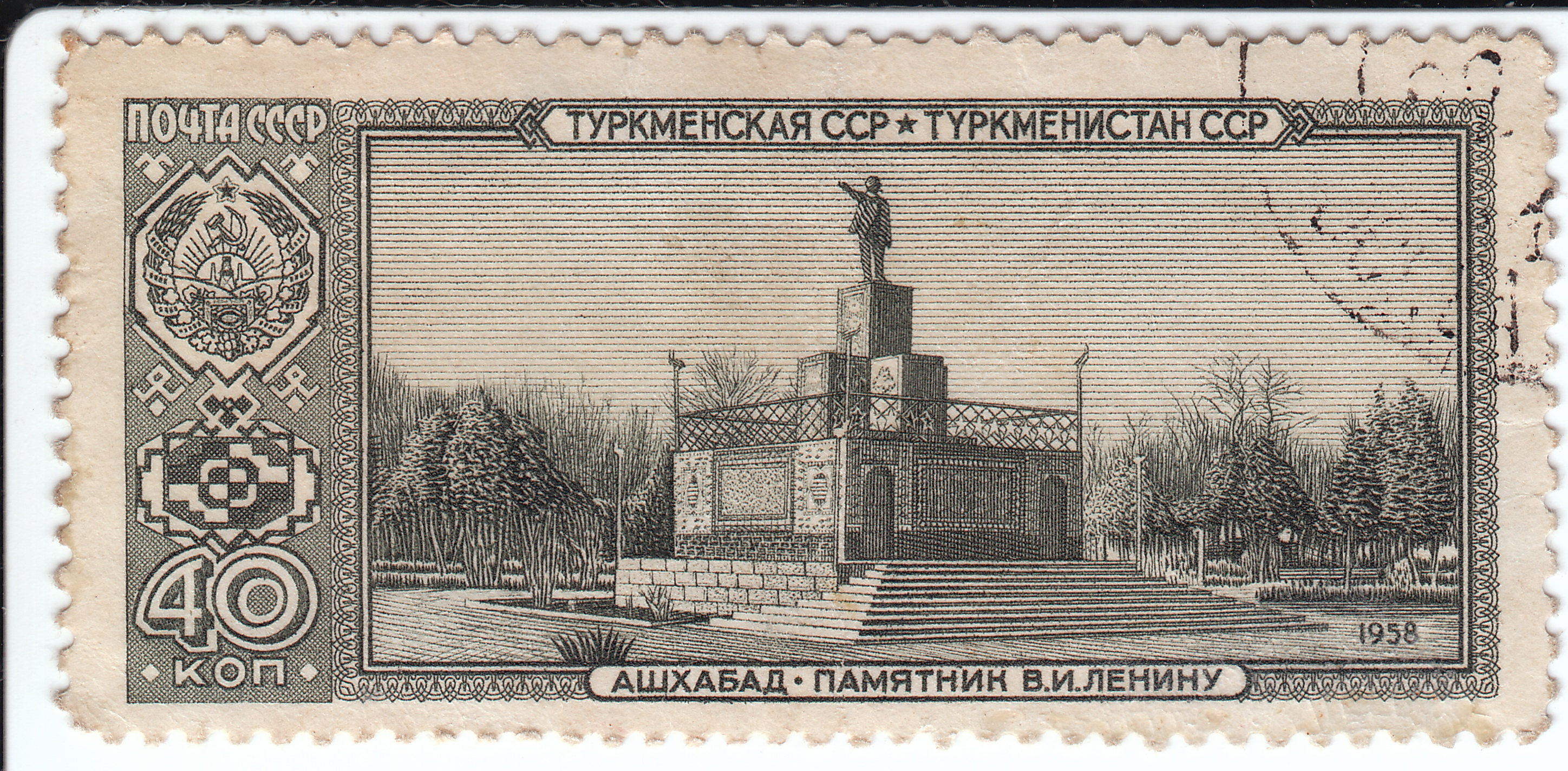
Pomnik na radzieckim znaczku z 1958 roku

Decyzję o budowie pomnika na obszarze nazywanym Gimnazjum wydał Niedirbaj Ajtakow – przewodniczący Centralnego Komitetu Wykonawczego Turkiestańskiej ASRR, krótko po śmierci Włodzimierza Lenina w 1924 roku. Materiał na statuę stanowiły armaty z brązu pochodzące z majątku w Baýramaly. Pomnik został wzniesiony w 1927 roku według projektu Andrieja Karielina. Rzeźbę Lenina naturalnej wielkości wykonał Wasilij Kozłow, a po niewielkich zmianach dokończyła ją Jelizawieta Tripolskaja, odlano ją ręcznie w małym zakładzie A. Dwoinikowa, natomiast za ceramikę odpowiadał N. Nazarow. Monument odsłonięto w 1927 roku, 7 listopada, w 10. rocznicę rewolucji październikowej. Ceramiczne okładziny przetrwały bez szwanku poważne trzęsienie ziemi w 1948 roku. Obiekt znajduje się pod ochroną prawną państwa, jest jednym z symboli stolicy. 

## Architektura
Monument znajduje się w parku Aszchabad, na placu z fontannami, przed budynkiem teatru (Nacyonalnyj muzykalno-dramaticzeskij tieatr imieni Machtumkuli). Na pomnik składa się wielki postument w postaci prostopadłościanu, na którym stoi pięć brył symbolizujących pięć części świata. Na jednej z mniejszych brył znajduje się statua Lenina odlana z brązu, naturalnej wielkości. Ściany postumentu i brył pokrywają okładziny z barwnej majoliki, przypominające wzory na kobiercach turkmeńskich, co sprawa wrażenie, że pomnik okrywają prawdziwe dywany. Wybrane wzory kobierców reprezentują 5 głównych grup etnicznych Turkmenistanu. Pod statuą znajdowało się z muzeum poświęcone Leninowi i formowaniu się władzy radzieckiej w Turkmenistanie.